# AtkinsRéalis
Pour l’affaire SNC-Lavalin, voir Affaire SNC-Lavalin.

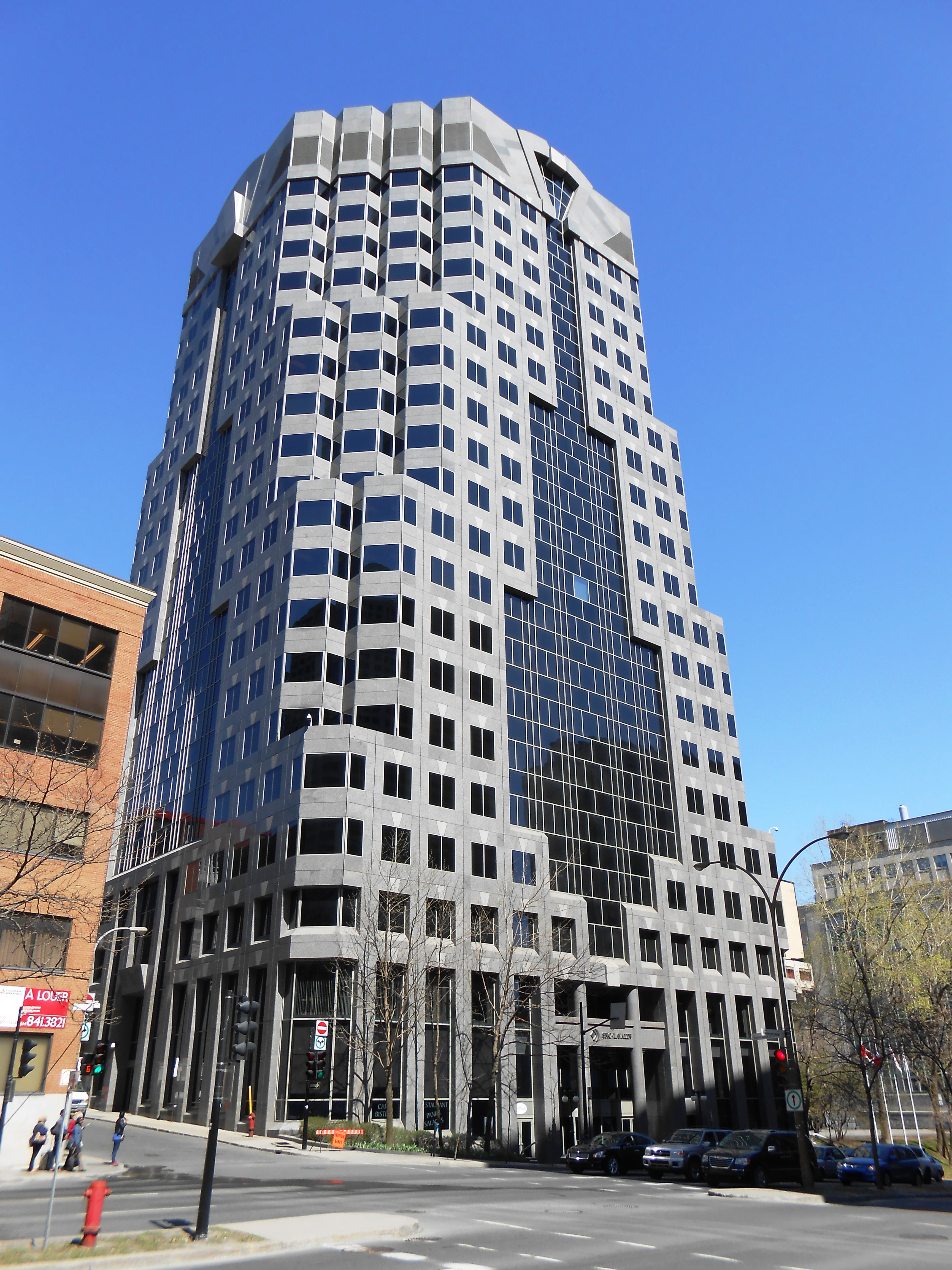
Siège social de SNC-Lavalin, boulevard René-Lévesque, à Montréal, tour de 22 étages construite en 1987.

AtkinsRéalis Group inc., anciennement SNC-Lavalin inc., est l’un des plus importants groupes d'ingénierie et de construction au monde, et un acteur majeur en matière de propriété d’infrastructures et de services d’exploitation et d’entretien. AtkinsRéalis a des bureaux dans tout le Canada et dans plus de 35 autres pays, et travaille dans une centaine de pays. Son siège social est à Montréal. Par le nombre d'employés, elle se classe parmi les 10 plus grosses firmes du genre au monde.
Le groupe AtkinsRéalis est issu de la fusion de SNC et de Lavalin en 1991.

## Histoire
La création du groupe SNC-Lavalin inc. remonte à 1911, lorsque Arthur Surveyer fonde un petit cabinet d'ingénieurs-conseils. Au fil des ans, la firme connaît une croissance constante et se taille une réputation d'excellence au Canada dans les secteurs du génie civil et de l'énergie. En 1937, le fondateur s'associe à Emil Nenniger et à Georges Chênevert. En 1947, l'entreprise est rebaptisée Surveyer, Nenniger et Chênevert inc. puis SNC inc. en 1975.
Le fonds d'archives d'Arthur Surveyer est conservé au centre d'archives de Montréal de Bibliothèque et Archives nationales du Québec.

### Fusion SNC/Lavalin
L'événement le plus marquant de l'histoire de la société est le mariage entre les deux plus grandes firmes canadiennes d'ingénierie, SNC inc. et Lavalin inc., en août 1991.
À compter de 1982, Lavalin entame une diversification tous azimuts qui va bien au-delà de son créneau traditionnel. La récession de 1990 pèse lourdement sur les activités du groupe et les difficultés du groupe de Bernard Lamarre font régulièrement la manchette dans les médias. La filiale IACO Trading enregistre une perte de 50 millions de dollars en raison de l'annulation d'un contrat. Par ailleurs, la participation de Lavalin dans l'entreprise pétrochimique Kemtec n'a jamais été rentable malgré les infusions de capital de la filiale de génie-conseil et les subventions des gouvernements du Québec et du Canada.
Dès janvier 1991, Guy Saint-Pierre aborde les problèmes de Lavalin avec le ministre québécois de l'Industrie, du Commerce et de la Technologie, Gérald Tremblay, dans le but d'éviter la mainmise d'une société étrangère comme Bechtel ou Fluor Daniel. En mars, un groupe de travail sous le nom de code de « Phénix » est chargé d'évaluer différents scénarios de reprise du groupe concurrent.
Entré en poste le 22 janvier 1991, le nouveau président et chef de l'exploitation de Lavalin, Yves Bérubé, arrive à la même conclusion que Saint-Pierre et Tremblay : une fusion de SNC et de Lavalin représente la meilleure alternative malgré sa grande difficulté. Chargé de « faire le grand ménage », Bérubé obtient d'abord l'aide de la Société générale de financement pour renflouer partiellement Kemtec, mais les banques deviennent de plus en plus nerveuses. À la mi-juin, un consortium de huit banques canadiennes et étrangères dirigé par la Banque nationale du Canada parlent d'abandonner Lavalin.
De par sa taille, la nouvelle société devient un leader mondial avec son vaste réseau international, ses centaines d'experts dans de nombreux secteurs d'activité et ses ressources en gestion et en financement de projets.
Avec son acquisition du fournisseur d’armement Les Arsenaux canadiens Limitée du gouvernement du Canada en 1986, le Groupe SNC était devenu producteur d’armement, essentiellement de munitions. Le 23 février 2006, SNC-Lavalin vend sa filiale SNC Technologies, spécialisée dans les poudres propulsives, à General Dynamics pour la somme de 315 millions de dollars CA.

### Expansion internationale
Selon un article de La Presse canadienne du 30 septembre 2007, SNC-Lavalin serait devenue la première firme d'ingénierie au monde devançant URS, de San Francisco (É.-U.). Son chiffre d'affaires dépassant les 5 milliards USD en 2006.
En juillet 2009, SNC-Lavalin a annoncé l'obtention d'un contrat pour la construction d'une ville en Algérie, Hassi Messaoud.
En mai 2010, SNC-Lavalin obtient le contrat de maitrise d'ouvrage de la résidence Horizon Sud à Évry en Essonne (France). Ce chantier connaîtra de nombreux problèmes de malfaçons et la responsabilité de son responsable sur place sera engagée[réf. nécessaire].
En octobre 2010, SNC-Lavalin a signé un contrat de 450 millionsCAD pour construire une conduite qui servira « à transporter de l'eau potable depuis le désert du sud de la Libye jusqu'aux centres urbains dans le nord ».
En janvier 2011, SNC-Lavalin a signé « un contrat de 215 millions [CAD] pour la modernisation d'une fonderie de cuivre en Serbie orientale ».
En novembre 2011, SNC-Lavalin a obtenu un contrat s'élevant à 650 millions CAD pour la gestion d'une« usine de traitement des mousses [bitumineuses] dans la région de Fort McMurray », où se déroule l'exploitation des sables bitumineux de l'Athabasca.
En mars 2012, SNC-Lavalin et Groupe Aecon obtiennent un contrat s'élevant à plus de 600 millions $ CA pour des rénovations à la centrale nucléaire de Darlington en Ontario.
La société a réalisé le  "Panoramique des Dômes" - train à crémaillère du puy de Dôme - mis en service le 26 mai 2012. Son exploitation fut aussitôt interrompue pour trois semaines à la suite d'un fort orage qui causa une coulée de boue venant d'une parcelle déboisée du conseil général. La gestion du train est assurée par TC Dôme, une société dont SNC-Lavalin détient 51 %.
En juin 2014, SNC-Lavalin acquiert l'entreprise britannique Kentz, spécialisée dans l'ingénierie pour l'industrie pétrolière et minière, pour 1,16 milliard de livres.
En décembre 2016, SNC-Lavalin se sépare de ses actifs français, qui sont repris par la société de participations Impact Holding et le fonds Ciclad sous la marque Edeis.
En avril 2017, SNC-Lavalin annonce l'acquisition d'Atkins pour 2,6 milliards de dollars.

### SNC-Lavalin devient AtkinsRéalis
En juillet 2023, la firme revend au groupe français Systra ses actifs scandinaves (eux-mêmes issus d'Atkins),.
Le 13 septembre 2023, SNC-Lavalin annonce qu'elle change de nom pour devenir AtkinsRéalis. Le président et chef de la direction, Ian Edwards, a déclaré que le nouveau nom combinait la marque Atkins et Réalis, inspiré par la ville de Montréal et les racines canadiennes françaises de l'entreprise. Le nouveau nom évoque également le verbe « réaliser », à traduire par « faire bouger les choses ». Le nouveau nom est aussitôt utilisé sur tous les supports de communication et à la Bourse de Toronto (nouveau symbole TSX : ATRL). Le changement de dénomination sociale doit être approuvé par les actionnaires lors de l'assemblée générale annuelle de la société en 2024.

## Actionnaires
Liste des principaux actionnaires au 15 octobre 2019.
| Nom                                               | %      |
| Caisse de dépôt et placement du Québec (CDPQ)     | 19,9%  |
| RBC Gestion mondiale d'actifs                     | 16,6%  |
| Jarislowsky Fraser Gestion mondiale de placements | 10,8%  |
| MFS Investment Management Canada                  | 0,95%  |
| CIBC Gestion d'actifs                             | 0,50%  |
| Dawson Capital Management                         | 0,33%  |
| Scopus Asset Management                           | 0,093% |
| Nikko Asset Management                            | 0,084% |
| GWL Investment Management                         | 0,073% |
| BlackRock Fund Advisors                           | 0,065% |

## Activités
Cette firme fournit essentiellement la main-d'œuvre pour concevoir et gérer différents ouvrages demandant une expertise en génie civil (bâtiments, routes, systèmes d'aqueduc, etc.) ou en énergie (centrale thermique, par exemple)…
En 2005, elle fournit des services d'ingénierie, d'approvisionnement, de construction, de gestion de projet et de financement de projet dans différents secteurs d'activité économiques : produits chimiques et pétrole, mines et métallurgie, pharmaceutique, agroalimentaire, tout ce qui touche au génie civil, énergie, environnement et télécommunications.
En 2008, elle est décrite comme la plus grande société d'ingénierie au monde. Elle compte à ce moment 4 500 employés au Québec et 16 000 dans le monde, dont 1 052 ingénieurs québécois, pour un chiffre d'affaires de 5,2 milliards de dollars canadiens. Environ 1,5 % de cette somme est investie en recherche et développement. SNC-Lavalin est en 2008 le second plus important employeur d'ingénieurs québécois après Hydro-Québec.

### SNC-Lavalin Aéroports
SNC-Lavalin Aéroports était chargé de l’exploitation de 17 plates-formes aéroportuaires en France et de 2 à l'étranger avec l'aéroport d'Angoulême,
d'Annecy, d'Auxerre, de Chalon, de Cherbourg, de Dijon
du Havre, de Nîmes, de Reims,
de Rouen, de Tarbes, de Toulouse Francazal, de Tours, de Troyes, de Vannes, ainsi qu'en outre-mer l'aéroport de Dzaoudzi-Pamandzi à Mayotte et l'aéroport de Grand-Case Espérance à Saint-Martin, et enfin à l'étranger l'aéroport international de Malte et l'aéroport de Castellón-Costa Azahar.
SNC Lavalin Aéroports a également géré Paris-Vatry jusqu'en 2013.
SNC Lavalin Aéroports a cédé la gestion de ses 19 aéroports à la société française Edeis, partenariat entre la société Impact Holding et le fonds Ciclad, en décembre 2016.

## Quelques réalisations en Europe
- Ingénierie du bâtiment et de l'aménagement :

Hall XXL, parc des expositions de la Beaujoire de Nantes (France), parc des expositions Hungexpo (Hongrie), hôtel Monte Carlo Bay (Monaco), centre hospitalier de Bourgoin-Jallieu (France), centre hospitalier intercommunal de Toulon (France), reconstruction du plateau technique du centre hospitalier de Fort de France (France, Martinique), IKEA (France), Siège social Le Progrès (France), etc.
- Ingénierie des infrastructures, du transport et de l'environnement :

Panoramique des Dômes Puy-de-Dôme (France), Barrage Itoiz (Espagne), LGV Est européenne-Tronçon C (France), etc.
- Ingénierie des sciences de la vie :

Unité pharmaceutique GlaxoSmithKline (Belgique), Unité de production Malteurop (Ukraine), Siège social Piper & Charles Heidsieck (France) ; etc.
- Ingénierie des procédés industriels :

EDF La Réunion (France), Bancs d'essais moteurs PSA Peugeot Citroën (France), Station de compression de gaz (Algérie), Unité de fabrication de verres Saverglass (France), etc.

## Controverses

### Accusations de corruption
En décembre 2011, la société « [admet] avoir financé une mission d'observation sur le terrain qui a produit un rapport très favorable au régime Kadhafi ». En effet, la Libye de Kadhafi compte parmi les meilleurs clients de SNC-Lavalin.
À la fin de mars 2012, à la suite d'une « enquête interne sur des commissions cachées », le président du groupe, Pierre Duhaime, démissionne de son poste. Selon cette enquête, « M. Duhaime a autorisé des commissions irrégulières totalisant pas moins de 56 millions $US à des agents commerciaux pour des projets non précisés », ce qui vient à l'encontre du code de déontologie de l'entreprise,. En septembre 2012, Robert Card devient le président de la firme.
Le 20 septembre 2012, la société est poursuivie en Ontario pour une somme de un milliard $ CA par des actionnaires « qui ont vu la valeur de leurs placements [...] chuter à la suite de révélations au sujet de paiements qui auraient été versés en Afrique du Nord ».
Le 28 novembre 2012, l'ex-président Pierre Duhaime est arrêté par l'UPAC, pour des soupçons de complot pour fraude et usage de faux. Ces accusations pourraient faire perdre à SNC-Lavalin sa licence d'entrepreneur en construction de la RBQ.
Le groupe est accusé depuis 2015 de corruption pour avoir versé 48 millions de dollars canadiens de pots-de-vin à des responsables libyens pour décrocher d’importants contrats dans le pays. Un accord hors cour entre la justice canadienne et SNC-Lavalin aurait permis à l'entreprise d’échapper à une condamnation. En février 2019, la ministre de la Justice, Jody Wilson-Raybould, démissionne, accusant le premier ministre Justin Trudeau et des membres de son entourage d'exercer des pressions contre elle pour la forcer à intervenir en faveur de SNC-Lavalin. Elle évoque notamment des « menaces voilées » pour qu’elle intervienne auprès du bureau des procureurs.